# 李纪周
李纪周（1942年—），陕西省延安市人，中华人民共和国政治人物。

## 生平
1968年，毕业于中国人民大学，后加入中国人民解放军。1983年，担任治安局副局长。1993年，升任公安部部长助理。1995年，升任公安部副部长，兼任全国打击走私领导小组副组长。后因卷入厦门远华案而被判处死缓。